# Абердин (Південна Дакота)
Абердин — місто в Південній Дакоті, США, столиця округу Браун. Розташована приблизно за 200 кілометрів від Пірра, столиці штату. На 2010 рік населення міста становило 26 091 осіб.

## Розташування
Абердин розташований на північному сході Південної Дакоти, у долині річки Джеймс, приблизно за 18 кілометрах від неї.
За даними Бюро перепису населення США площа міста становить близько 34 квадратних кілометрів, у тому числі 0,26 км 2 (0,54 %) — водна поверхня.
Місту присвоєні поштові індекси 57401-57402.

## Клімат
Рекордно низька температура в Абердині, −43 °C, зафіксована двічі — в 1895 і 1912 роках, а рекордно висока, теж двічі, у липні 1936 року.

## Охорона здоров'я
Наразі в місті є одна лікарня, а також кілька будинків пристарілих.